# Джеймс Бінні
Джеймс Джеффрі Бінні (народився в 1950 році) — британський астрофізик. Він є професором фізики в Оксфордському університеті та колишнім керівником кафедри теоретичної фізики, а також почесним членом коледжу Мертон. Бінні відомий головним чином своєю роботою в галузі теоретичної галактичної та позагалактичної астрофізики, хоча він також зробив внесок у галузі за межами астрофізики.

## Освіта і кар'єра
У 1971 році Бінні здобув ступінь бакалавра математики в Кембриджському університеті. Потім він перейшов до Оксфордського університету, де 1975 року в Крайст-Черч здобув ступінь доктора філософії під керівництвом Денніса Шайами. Він був запрошеним науковцем в Інституті перспективних досліджень в Прінстоні у 1983–87 роках і знову восени 1989 року Після кількох постдокторських посад, у тому числі стипендії молодшого дослідника в Коледжі Магдалини та посади в Прінстонському університеті, Бінні повернувся до Оксфорда як університетський викладач і стипендіат, а також викладач фізики в Мертон-коледжі в 1981 році. 1992 року він став лектором теоретичної фізики, а 1996 — професором фізики.
Бінні отримав низку нагород і відзнак за свою роботу, включаючи премію Максвелла Інституту фізики (1986), премію Брауера від Американського астрономічного товариства (2003), медаль і премія Дірака (2010) і медаль Еддінгтона (2013). Він є членом Королівського астрономічного товариства з 1973 року, а також став членом Королівського товариства з 2000 року. Він є членом Європейської консультативної ради Princeton University Press.

## Інтереси
Дослідницькі інтереси Бінні включають динаміку галактик, зокрема Чумацького Шляху, моделювання орбіт зір в галактиках, вплив наднових зір і активних ядер галактик на галактичні диски.

## Публікації
Бінні є автором понад 200 статей у рецензованих журналах і кількох підручників. Його книга Galactic Dynamics довгий час вважалась стандартною довідковою роботою у своїй галузі.
Книги:
- Galactic Astronomy, by Dimitri Mihalas and James Binney, Freeman 1981. Galactic Dynamics, by James Binney and Scott Tremaine, Princeton University Press, 1988.
- The Theory of Critical Phenomena by J. J. Binney, N. J. Dowrick, A. J. Fisher & M. E. J. Newman, Oxford University Press, 1992.
- Galactic Astronomy (2nd ed.), by James Binney and Michael Merrifield, Princeton University Press, 1998.
- Galactic Dynamics (2nd ed.), by James Binney and Scott Tremaine, Princeton University Press, 2008. James Binney; David Skinner (2008).
- The Physics of Quantum Mechanics: An Introduction. Cappella Archive.